# Canon à main

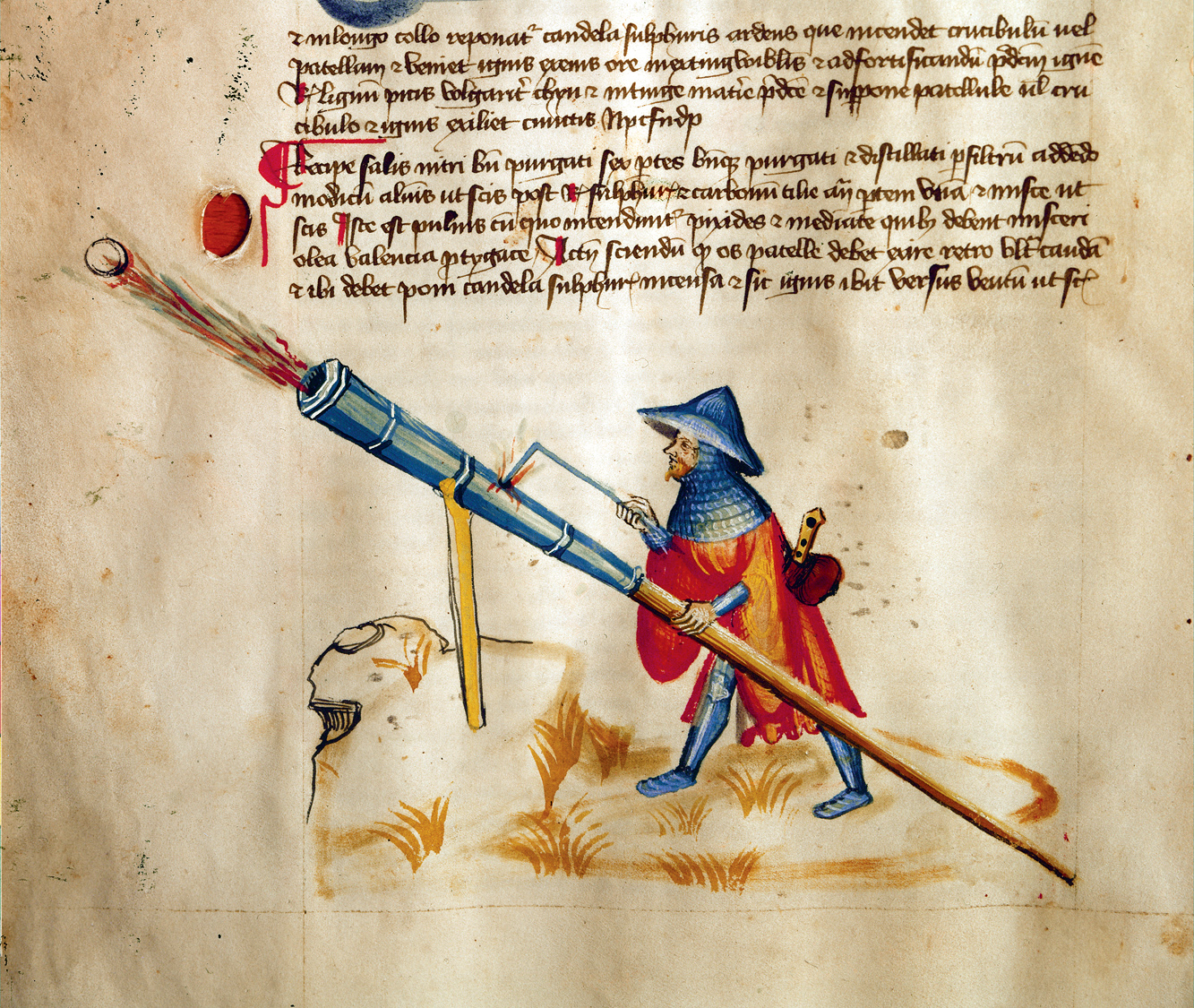
Illustration d’un canon à main dans le Bellifortis de Konrad Keyser, vers 1400.

Le canon à main est la forme la plus ancienne d’arme à feu à avoir existé. Apparu en Asie vers la fin du XIIe siècle, il n’apparaît en Europe que dans le deuxième moitié du XIVe siècle, lorsque des progrès ont été faits dans la production locale et l’utilisation de la poudre noire. À compter de cette date, l’arme se répand rapidement en Europe du fait de sa facilité de production et d’utilisation comparativement à sa puissance. La conception de l’arme s’affine progressivement au cours du XVe siècle, les formes évoluant peu à peu pour mener à l’arquebuse, qui se distingue des modèles tardifs de canons à main essentiellement par l’utilisation de la platine à mèche. Celle-ci ne devenant commune qu’à partir du début du XVIe siècle, des canons à main sont utilisés en Europe jusqu’à cette date.

## Terminologie
Le terme « canon à main » est un nom moderne désignant de manière générique diverses formes d’armes à feu ayant précédée celles faisant usage de la platine à mèche. En Europe, les sources utilisent ainsi les termes bombardelle, couleuvrine à main, hackbut, handgonne, pistola, schiopetto, tyufyak, etc. sans que ces mots fassent forcément référence de manière constante au même objet.

## Histoire
Bien que la poudre noire ait été inventée en Chine vers le IXe siècle, elle n’a longtemps été utilisée que comme explosif, sans que ses facultés propulsives soient exploitées. Ainsi, il n’est pas vraiment établi quand et où le canon à main est apparu pour la première fois, bien que cela soit probablement en Chine ou en Inde vers la fin du XIIe siècle.
La recette de la poudre noire se répand en Europe à partir de la fin du XIIIe siècle et la première description certaine d’une arme à feu date de 1326. Celle-ci, appelée « pot de fer » ou vasi, est une arme de grande taille de forme évasée qui tire des carreaux. Des armes plus petites apparaissent dans la deuxième moitié du XIVe siècle, notamment le ribaudequin composé de plusieurs petits tubes. Dans le même temps la fabrication de poudre noire se développe en Europe, réduisant le coût d’utilisation des armes à feu et facilitant leur diffusion. Il semble alors que l’idée ait émergé d’utiliser individuellement les tubes du ribaudequin, mis entre les mains des fantassins, plutôt que sur des chariots peu mobile et maniables. Ainsi, la ville de Pérouse commande en 1364 cinq cent canons en précisant qu’ils doivent pouvoir être utilisés par un homme seul. Des canons à main sont utilisés par des paysans révoltés en Angleterre dès 1375, ce qui montre que ces armes est déjà assez fréquentes pour être maîtrisées par la population à cette époque.

## Production
En Europe, la plupart des canons à main sont des objets de conception simple pouvant être produits par pratiquement n’importe quel forgeron, sans nécessiter de recours à un armurier spécialisé. Les modèles forgés sont en effet une simple feuille de métal roulée dans laquelle sont ensuite aménagés le bassinet et la lumière. Les modèles coulés sont un peu plus complexes, mais restent dans les capacités d’un forgeron de village.
Le principal problème n’est donc pas tant l’arme en elle-même que la poudre utilisée. Celle-ci ne commence à être abordable financièrement qu’au début du XVe siècle, lorsque ses composants ne sont plus importés d’Asie, mais produits localement en grandes quantités. Dans le même temps, la recette de la poudre se perfectionne, les proportions des composants se stabilisant à 71 % de salpêtre, 13 % de soufre et 16 % de charbon, des valeurs proches de la recette idéale. Alors que jusque vers 1400 les composants sont moulus pour obtenir une poudre très fine, dite « serpentine », cette méthode disparaît dans le premier quart du XVe siècle au profit de la poudre émiettée : les fabricants humidifient la poudre et la tassent sous forme de blocs, qui sont ensuite émiettés par l’utilisateur. Cette méthode permet d’obtenir une poudre plus performante, plus facile à transporter et qui résiste mieux à l’humidité.

## Utilisation
Avant environ 1400, l’utilisation de la poudre serpentine requiert une certaine expertise de la part du tireur : si elle est trop tassée dans la chambre elle ne peut s’enflammer par manque d’oxygène, mais si elle est au contraire trop peu tassée la flamme ne peut se répandre efficacement du fait de la faible surface des grains. L’utilisateur doit également savoir mélanger les différents composants : les secousses ayant tendance à dissocier les différents composants, ceux-ci ne sont par conséquent mélangés pour créer la poudre qu’immédiatement avant la bataille. Outre les compétences requises, cela réduit également la flexibilité de l’arme, la poudre n’étant pas prête en cas d’attaque surprise et difficile à préparer en cas de conditions météorologiques humide.

## Typologie

### Type primitif

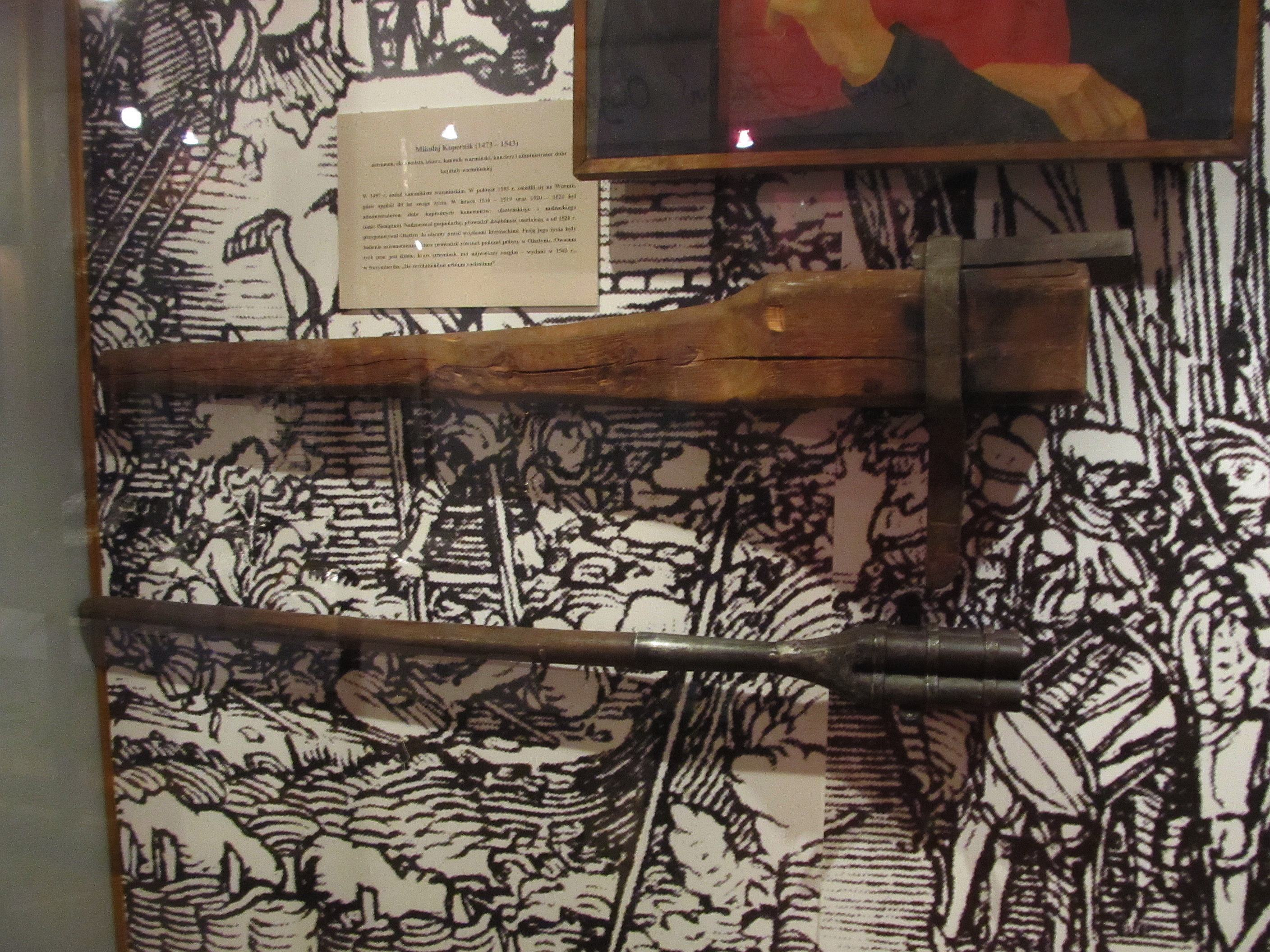
Un canon à main à rainure (en haut) et à douille (en bas).

Ce type de canon à main est composé d’un tube court monté à l’extrémité d’une longue perche. Le tube est en fer ou en bronze, sa section extérieure est circulaire, hexagonale ou octogonale et sa lumière un simple trou menant directement dans la chambre, généralement sans bassinet. La perche est en bois et peut-être connectée au tube de deux manières : sur le sous-type à douille, elle est simplement fixée dans un trou à l’extrémité du tube, tandis que dans le cas du sous-type à rainures, elle se prolonge sous le tube et comporte une rainure dans laquelle celui-ci est emboîté, une ou plusieurs bandes métalliques venant consolider l’ensemble. En Europe, ce type se trouve de la fin du XIVe siècle aux années 1470.

### Hackbut
Les canons à main de type hackbut se caractérisent par la présence dans le prolongement du tube d’une barre métallique droite ou recourbée à son extrémité. Comme pour le type primitif, le tube peut être de section extérieure circulaire, hexagonale ou octogonale, mais il est généralement plus long et épais. Un autre trait distinctif de ce type est la présence sur le tube d’un crochet.

### Type tardif
Apparu en Europe vers le milieu du XVe siècle, ce type fait la transition vers l’arquebuse. Il se caractérise par une crosse courte en bois plus pratique que la barre métallique de la hackbut et un tube long et fin.